# Корбин-билдинг
Корбин-билдинг (англ. Corbin Building) — историческое офисное здание, расположенное по адресу Джон-стрит, д. 13, на углу с Бродвеем (альтернативный адрес — Бродвей, д. 192), в Финансовом квартале Манхэттена, Нью-Йорк. Сооружено в 1888—1889 гг. по проекту Фрэнсиса Х. Кимболла в неороманском стиле, с элементами французской неоготики в декоре. Здание было названо в честь железнодорожного магната и банкира Остина Корбина (1827—1896), президента Лонгайлендской железной дороги. Построено с прицелом на смешанное использование: под офисы и жилье.
Снаружи здание сочетает такие стройматериалы, как красный и коричневый кирпич и терракота. Закруглённые арки также отделаны терракотой — любимым материалом Кимболла. Внутренние сводчатые потолки отделаны плиткой-кабанчиком фирмы Guastavino. Здание построено до внедрения стальных каркасов при строительстве небоскрёбов — здесь применяются несущие чугунные балки и кладочные каменные стены.
Корбин-билдинг было значительно выше других зданий на момент постройки: по некоторых данным, оно было самым высоким офисным зданием в Нью-Йорке на момент завершения строительства, но в этой «гонке ввысь» его быстро обогнали Трибьюн-билдинг и штаб-квартира Western Union (1873).
Здание было отреставрировано MTA в рамках реализации проекта комплекса Фултон-центр, который был открыт 10 ноября 2014 года. Нижний и полуподвальный уровни здания были соединены с Фултон-центром и служат входом на станцию метро Фултон-стрит. Внешний облик и интерьеры здания были отреставрированы с максимальной точностью, по чертежам и другим материалам XIX века.
18 декабря 2003 года здание было включено в Национальный реестр исторических мест, а 23 июня 2015 года — в Реестр достопримечательностей Нью-Йорка.